# Blanco (Teksas)
Blanco je grad u američkoj saveznoj državi Teksas. Prema popisu stanovništva iz 2010. u njemu je živjelo 1.739 stanovnika.